# Erich Apel
Erich Hans Apel (ur. 3 października 1917 w Judenbach, Turyngia, Niemcy, zm. 3 grudnia 1965 w Berlinie Wschodnim) – inżynier mechanik, specjalista hydrauliki silników rakietowych, doktor ekonomii, funkcjonariusz SED, wicepremier i przewodniczący Państwowej Komisji Planowania NRD.

## Życiorys
Syn ślusarza i krawcowej. Ukończył szkołę podstawową w Judenbach i gimnazjum w Sonneberg i Steinach. Następnie zdobył zawód narzędziowca i ślusarza w Neuhaus am Rennweg (1932-1935). W latach 1935–1937 pracował jako konstruktor i narzędziowiec w fabryce porcelany w Neuhaus. W latach 1937–1939 studiował w szkole inżynierskiej w Ilmenau (Ingenieurschule Ilmenau), uzyskując tytuł inżyniera mechanika.
Od 1940 uczestniczył w programie rakietowym Wernhera von Brauna jako specjalista hydrauliki silników rakietowych. W 1942 wziął udział w pierwszej na świecie udanej próbie rakiety dalekiego zasięgu V-2. Od 1943 był szefem działu rozwoju Wojskowego Instytutu Badawczego (Heeresversuchsanstalt Peenemünde); następnie czuwał nad produkcją części do V-2 – m.in. był głównym inżynierem zakładów Linke-Hoffmann-Werke we Wrocławiu, później nad ich naprawą jako dyrektor techniczny w firmie Peterbau GmbH w Kleinbodungen koło Nordhausen (-1945).
W dniu 1 czerwca 1946 Apla przejęła Radziecka Administracja Wojskowa w Niemczech (Sowjetische Militäradministration in Deutschland) w której pełnił funkcję głównego inżyniera Radzieckiej Komisji Technicznej (Sowjetisch-Technische Kommission) w Bleicherode, a następnie w Związku Radzieckim jako szef zakładu doświadczalnego nad bronią rakietową na wyspie Gorodomla koło Ostaszkowa (1946-1952).
Po powrocie do Niemiec Apel pracował w Ministerstwie Przemysłu Maszynowego NRD (DDR-Ministerium für Maschinenbau) i Ministerstwie Przemysłu Ciężkiego NRD (Ministerium für Schwermaschinenbau); był wiceministrem (1953-1955), i ministrem przemysłu ciężkiego (1955-1958).
W 1954 Apel został kandydatem, w 1957 członkiem SED. Od 1958 był szefem Komisji Gospodarczej przy Biurze Politycznym Komitetu Centralnego SED i w tym samym roku też zastępcą przewodniczącego Komisji Gospodarczej Izby Ludowej NRD (Volkskammer). W lipcu 1958 został wybrany zastępcą członka KC SED, a w lipcu 1960 członkiem. W lipcu 1961 został zastępcą członka Biura Politycznego i sekretarzem KC SED. W 1960 uzyskał doktorat z ekonomii. Był członkiem prezydium Rady Ministrów NRD, ostatnio wicepremierem, i przewodniczącym Państwowej Komisji Planowania NRD (1963-1965).
W 1965 Apel został znaleziony z pistoletem w ręku w swoim gabinecie w Komisji Planowania. Nie są znane motywy tego kroku, praca na rzecz III Rzeszy, czy śmiałe plany zreformowania (urynkowienia?) gospodarki NRD.
Z racji sprawowanych funkcji był „skoszarowany” w partyjno-rządowych osiedlu kierownictwa NRD – Osiedlu Leśnym pod Bernau. Jego urna została pochowana w Gedenkstätte der Sozialisten („Miejsce Pamięci Socjalistów”) na centralnym cmentarzu Friedrichsfelde w Berlinie-Lichtenberg.